# Rivière de l'Enfer
Pour les articles homonymes, voir Enfer (homonymie).
La rivière de l'Enfer est un affluent de la rive est de la rivière Malbaie, coulant dans le territoire non organisé de Lac-Pikauba, dans la municipalité régionale de comté (MRC) de Charlevoix, dans la région administrative de la Capitale-Nationale, dans la province de Québec, au Canada. Ce cours d'eau traverse la réserve faunique des Laurentides et le parc national des Grands-Jardins.
Cette vallée est desservie grâce à une route forestière secondaire remontant par la rive nord. La partie supérieure est desservie par quelques routes forestières secondaires reliées à la route R0304. La sylviculture constitue les principales activités économiques de cette vallée ; les activités récréotouristiques, en second.
À cause de l'altitude, la surface de la rivière de l'Enfer est généralement gelée de la fin de novembre jusqu'au début de mars ; toutefois la circulation sécuritaire sur la glace se fait généralement du début décembre au début d'avril. Le niveau de l'eau de la rivière varie selon les saisons et les précipitations ; la crue printanière survient généralement en avril.

## Géographie
La rivière de l'Enfer prend sa source du Grand lac des Enfers (longueur : 2,6 km en forme de banane difforme comportant quatre presqu'îles importantes ; altitude : 950 m), situé en zone forestière dans Lac-Pikauba. Ce lac est enclavé entre les montagnes particulièrement les falaises de la rive Nord. Ce lac est surtout alimenté par la décharge du Lac Tobin du Lac du Styx, ainsi que de deux ruisseaux (l'un venant du nord-ouest et l'autre venant du nord). L'embouchure de ce petit lac est située au sud-ouest, à :
- 0,3 km à l'ouest de la route forestière R0360 ;
- 11,9 km à l'ouest de l'embouchure de la rivière de l'Enfer ;
- 15,9 km au nord-est de la route 175 ;
- 48,5 km au nord-ouest du centre-ville de Baie-Saint-Paul ;
- 63,7 km à l'ouest de cours l'embouchure de la rivière Malbaie[2].

À partir de l'embouchure du Grand lac des Enfers, le cours de la rivière de l'Enfer descend sur 16,2 km, avec une dénivellation de 230 m, selon les segments suivants :
- 2,6 km vers le nord-est dans une vallée encaissée en formant une courbe vers le sud-est et une boucle vers le sud en fin de segment, jusqu'à un ruisseau (venant du nord) ;
- 1,7 km vers l'est en courbant vers le nord-est, jusqu’à un ruisseau (venant du nord-ouest) ;
- 1,0 km le sud-est, jusqu’à la décharge (venant du sud) du Lac du Camp ;
- 1,9 km vers le nord-est en courbant légèrement vers l'est pour contourner une montagne, jusqu’à la décharge (venant du nord-ouest) du Lac à la Bouillie) ;
- 5,6 km vers le sud-est, en recueillant la décharge (venant du nord) du Lac des Enfers, la décharge (venant du nord) de l'Étang Tranquille, ainsi qu'en recueillant deux ruisseaux (venant du sud), et en courbant vers le nord-est en fin de segment jusqu'à la décharge (venant du nord) des lacs Muscat et Odette ;
- 2,8 km vers l'est en traversant plusieurs séries de rapides, en formant un petit crochet vers le nord, et en traversant le Lac Bob (altitude : 723 m) sur 0,54 km, jusqu'à son embouchure ;
- 0,6 km vers le sud-est en traversant de nombreux rapides, jusqu'à son embouchure[2].

La rivière de l'Enfer se déverse dans un coude de rivière sur la rive ouest de la rivière Malbaie, dans le territoire non organisé de Lac-Pikauba, dans le parc national des Grands-Jardins. Cette embouchure est située à :
- 52,0 km au sud-ouest du pont routier à l'embouchure de la rivière Malbaie, soit au centre-ville de La Malbaie ;
- 36,5 km au nord-ouest du centre-ville de Baie-Saint-Paul ;
- 16,2 km au nord-est de l'embouchure du lac Malbaie lequel s'avère le lac de tête de la rivière Malbaie[2].

À partir de l'embouchure de la rivière de l'Enfer, le courant descend sur 130,9 km avec une dénivellation de 716 m en suivant le cours de la rivière Malbaie laquelle se déverse à La Malbaie dans le fleuve Saint-Laurent.

## Toponymie
Dans la toponymie canadienne française, déjà au XIXe siècle, le terme Enfer était utilisé pour désigner ces entités de même qu'une montagne percée d'une profonde crevasse, localisée au sud-est du Grand lac des Enfers. Le cours d'eau porte le même nom que son lac de tête ; ces toponymes figurent au Dictionnaire des rivières et lacs de la province de Québec de 1914.
La désignation toponymique "rivière de l'Enfer" a d'abord été approuvé le 3 avril 1959 par la Commission de géographie du Québec.
Le toponyme "rivière de l'Enfer" a été officialisé le 5 décembre 1968 à la Banque des noms de lieux de la Commission de toponymie du Québec.